# Joseph de Crumpipen

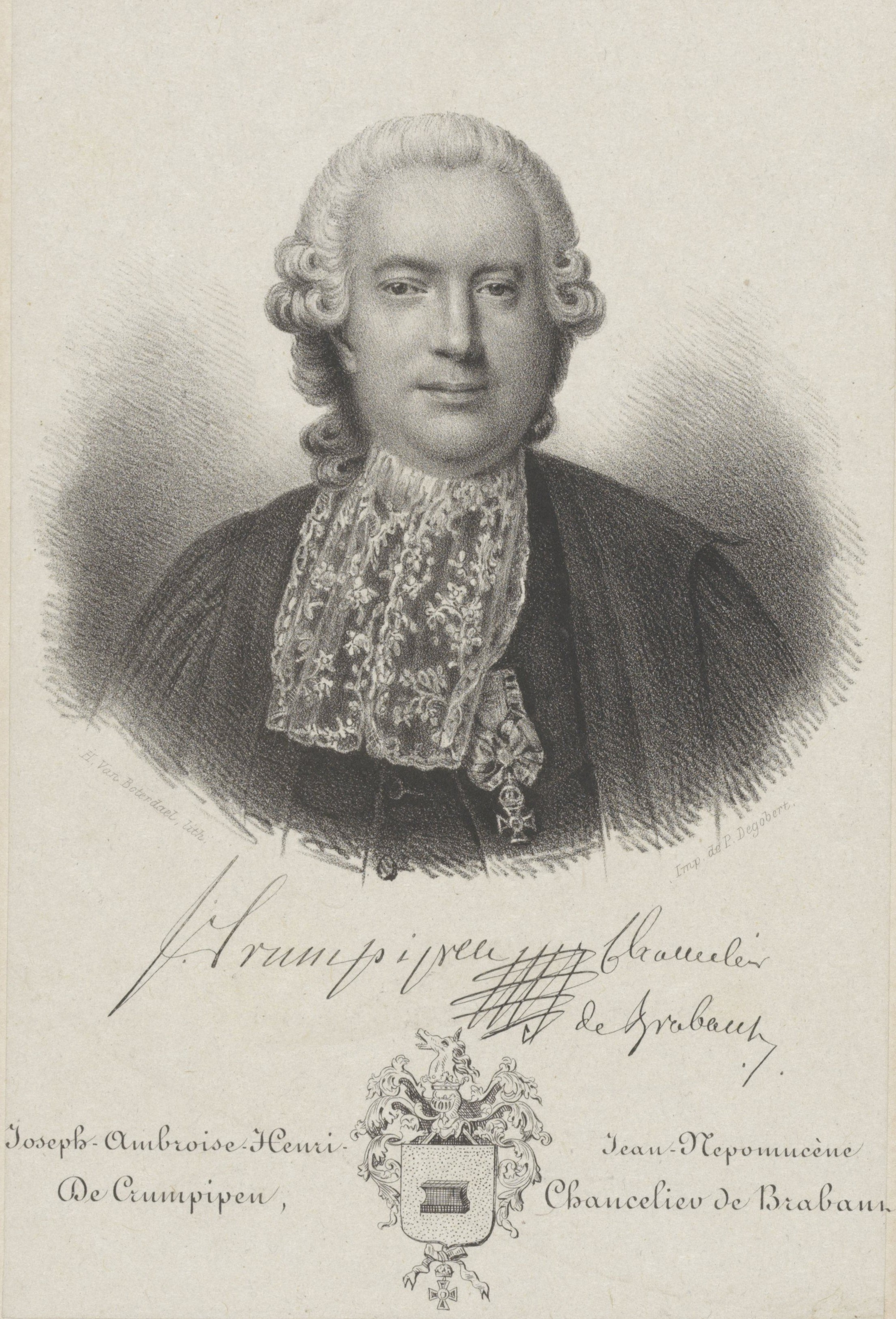
Portret van Joseph de Crumpipen

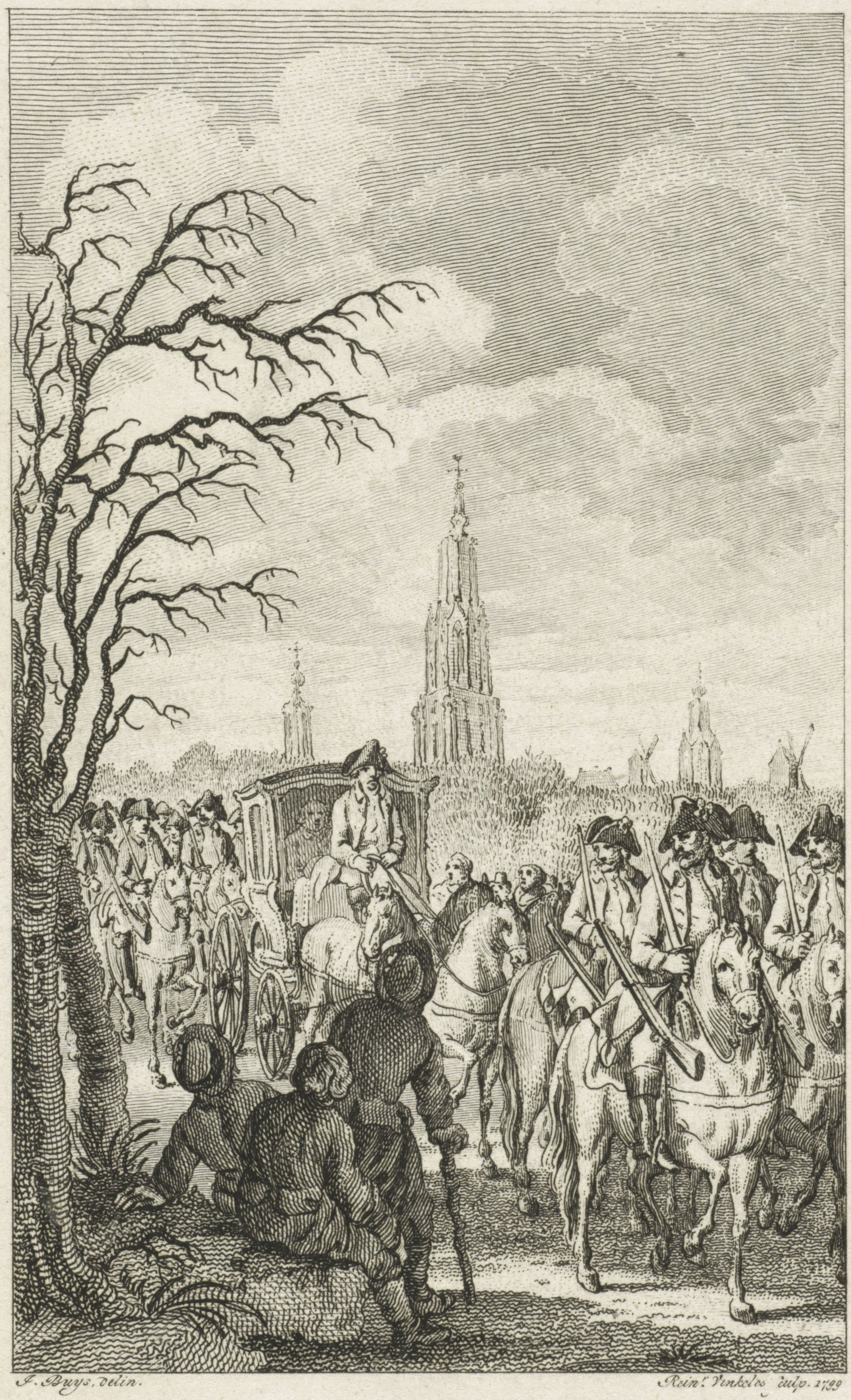
Terugvoering van Crumpipen uit Breda op 14 november 1789

Joseph Ambroise Henri Jean Népomucène de Crumpipen (Brussel, 9 september 1737- aldaar, 11 februari 1809) was een rechtsgeleerde en staatsman in de Oostenrijkse Nederlanden.

## Biografie
Joseph de Crumpipen was het eerste kind van Johann Heinrich von Crumpipen (1693-1769), een man uit Osnabrück van bescheiden komaf die het tot secretaris van State en Oorlog in Brussel had gebracht. Joseph werd er geboren en zou net als zijn jongere broer Henri Herman een voorname rol gaan spelen in de staatsaangelegenheden van de Oostenrijkse Nederlanden. Na het behalen van zijn licentiaat in de rechten in 1757 aan de universiteit van Leuven werd hij onmiddellijk advocaat bij de Raad van Brabant en vanaf 1762 raadslid in dit gerechtshof.
De politieke carrière van Crumpipen begon toen landvoogd Karel van Lorreinen hem in 1764 benoemde in de Geheime Raad, wiens voorzitter Patrice François de Neny uitstekende betrekkingen onderhield met zijn vader. Het volgende jaar trouwde de geheimraad met Marie-Catherine Helman, met wie hij vijf kinderen kreeg. Na een vijftal jaar dienst maakte keizerin Maria-Theresia hem in 1769 kanselier van Brabant. Hij was een geboren Brabander zoals het ambt vereiste, maar tegelijk was de verwachting dat Crumpipen door zijn Duitse roots geen blijk zou geven van het in Wenen gevreesde Brabants particularisme. Hij zetelde ook in de Raad van State en werd in 1773 voorzitter van de pas opgerichte Theresiaanse Academie van Brussel.
Het aantreden van keizer Jozef II in 1780 betekende voor Crumpipen het begin van een moeilijke periode waarin hij verondersteld werd mee te werken aan de hervormingsdrift van zijn vorst. Hij schreef mee aan een nieuw wetboek van burgerlijk procesrecht, maar het ontwerp werd terzijde geschoven voor dat van Karl Anton von Martini (1786). Toen de kanselarij en de Raad van Brabant met ingang van 1787 werden afgeschaft en door de Algemene Regeringsraad vervangen werden, aanvaardde Crumpipen het voorzitterschap van de nieuwe Soevereine Raad van Justitie. Vanwege zwaar verzet werd de hervorming evenwel afgeblazen en bij de Brabanders had Crumpipen het definitief verkorven. Zijn verzoek om ontslag uit de nieuwe instelling, naar eigen zeggen omdat zijn vrouw en zoon hem er op hun knieën toe smeekten, werd niet ingewilligd. Aan de andere kant kon hij niet zomaar terug naar de Raad van Brabant wegens tegenkanting van zijn vroegere collega's. Het werd hem slechts toegestaan nadat hij de eed op de Blijde Inkomst had afgelegd. Zijn invloed kon zich echter niet herstellen en Crumpipen trok zich tijdens de laatste regeringsjaren van Jozef II terug op zijn buitenverblijf in Temse. Daar werd hij op 26 oktober 1789 door de patriotten ontvoerd. Door toedoen van generaal Van der Duin werd hij op 13 november bevrijd uit een herberg op de markt van Breda. De volgende dag, terwijl de Brabantse Omwenteling reeds de vorm van een invasie aannam, werd hij per koets uit Breda naar Brabant teruggeleid. 
Tijdens het efemere bestaan van de Verenigde Nederlandse Staten vluchtte Crumpipen met zijn broer naar Wenen. Bij de restauratie in 1790 keerde hij terug om zijn kanselierschap weer op te nemen. Door de Franse inval van 1793 werd hij opnieuw verdreven. Hoewel de Oostenrijkers hun gezag kortstondig wisten te herstellen, vroeg en kreeg de impopulaire Crumpipen ontslag. Wel werd hij in 1794 nog tot baron verheven door keizer Frans II. In tegenstelling tot zijn broer keerde Crumpipen onder het Franse bewind terug naar Brussel, waar hij echter niet meer deelnam aan het openbare leven. Hij overleed in 1809.
Hij was een schoonbroer van Jean-Jacques Verseyden de Varick.

## Functies
Crumpipen vervulde de volgende functies (met datum van aanstelling):
- raadslid in de Soevereine Raad van Brabant (9 juli 1762),
- raadslid in de Geheime Raad (3 december 1764),
- kanselier van Brabant (26 mei 1769),
- raadslid in de Raad van State (25 september 1770),
- voorzitter van de Keizerlijke en Koninklijke Academie van Wetenschappen en Letteren van Brussel (13 april 1773).

## Onderscheidingen
- Ridder in de Orde van de Heilige Stefanus (25 augustus 1775)